# Svampen
Svampen (швед. Svampen, в переводе — гриб) — водонапорная башня в городе Эребру, Швеция. Была запущена в эксплуатацию в мае 1958 года. Высота башни составляет 58 метров, она вмещает 9 миллионов литров воды.
Копия этой водонапорной башни установлена в Эр-Рияде, столице Саудовской Аравии.

## Туристическая ценность

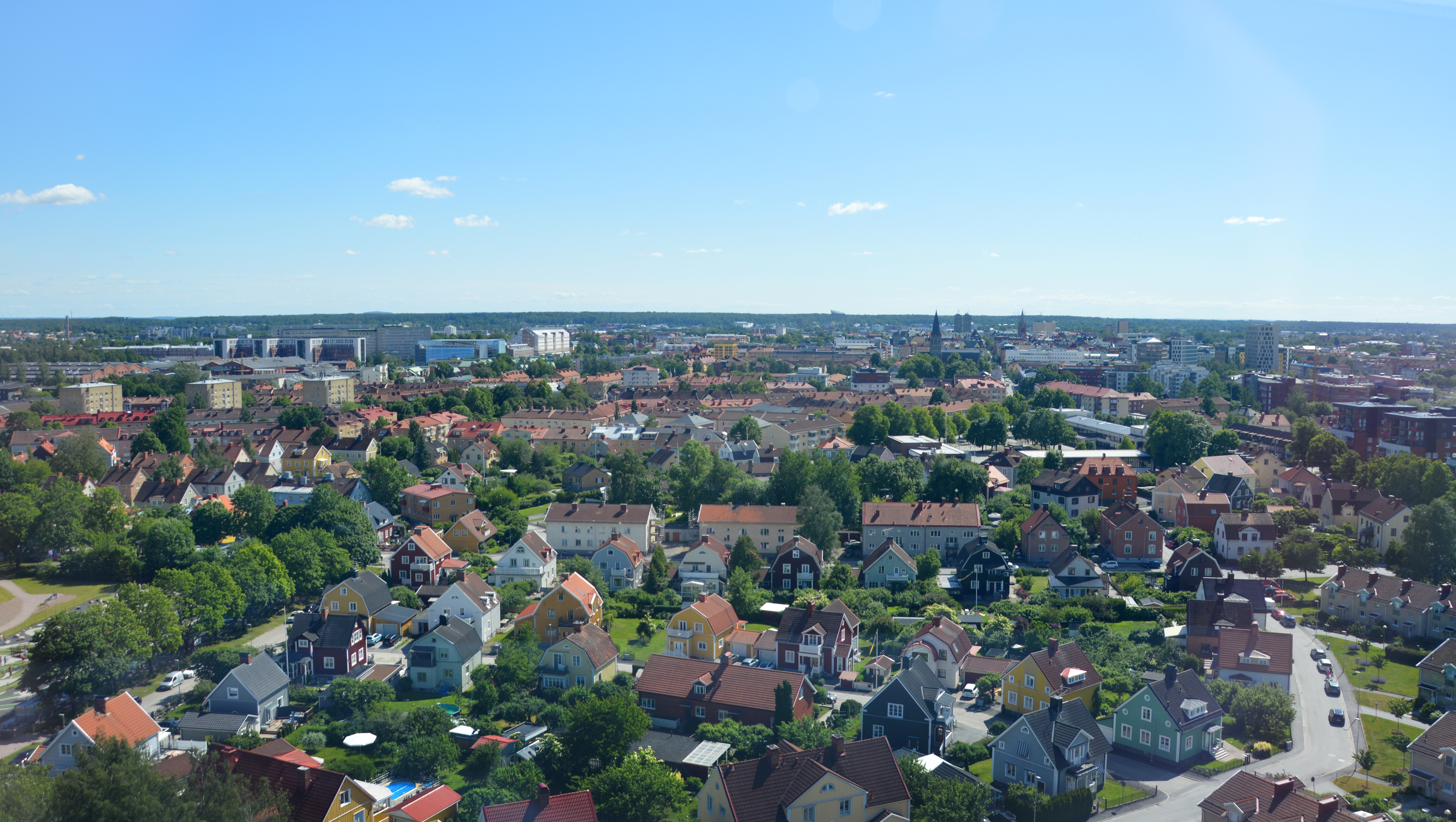
Вид на Эребру со смотровой площадки Svampen

Башня открыта для всех желающих с 1 мая по 31 октября. С момента открытия здесь побывало более 8 миллионов туристов. Для посетителей на верхнем этаже открыто кафе и смотровая площадка.